# ريال مدريد موسم 1959–60
موسم 1959–60 هو الموسم السابع والخمسين لنادي ريال مدريد لكرة القدم والموسم التاسع والعشرين على التوالي للنادي في الدرجة الأولى من كرة القدم الإسبانية.